# Хигасикагура
Хигасикагура (яп. 東神楽町 Хигасикагура-тё:) — посёлок в Японии, находящийся в уезде Камикава округа Камикава губернаторства Хоккайдо. Площадь посёлка составляет 68,64 км², население — 10 127 человек (30 июня 2014), плотность населения — 147,54 чел./км².

## Географическое положение
Посёлок расположен на острове Хоккайдо в губернаторстве Хоккайдо. С ним граничат город Асахикава и посёлки Хигасикава, Биэй.

## Население
Население посёлка составляет 10 127 человек (30 июня 2014), а плотность — 147,54 чел./км². Изменение численности населения с 1980 по 2005 годы:
| 1980 | 5425 чел. |  |
| 1985 | 5669 чел. |  |
| 1990 | 5763 чел. |  |
| 1995 | 7676 чел. |  |
| 2000 | 8127 чел. |  |
| 2005 | 9194 чел. |  |

## Символика
Деревом посёлка считается тис остроконечный, цветком — рододендрон, птицей — полевой жаворонок.